# ГЕС Канельєс
ГЕС Канельєс (ісп. Canelles) — гідроелектростанція на північному заході Іспанії. Знаходячись між ГЕС Pont-de-Montanana (вище по течії) та ГЕС Santa Ana, входить до складу каскаду на річці Ногера-Рібагорсана (права притока Сегре, яка через Ебро належить до басейну Балеарського моря), що дренує південний схил Піренеїв.
Для роботи станції річку перекрили арковою греблею висотою 151 метр та довжиною 210 метрів, на спорудження якої пішло 333 тис. м3 матеріалу. Вона утримує водосховище площею 15,7 км2 та об'ємом  678 млн м3.
Машинний зал розташований у парі сотень метрів від греблі та обладнаний трьома турбінами типу Френсіс потужністю по 36 МВт. При напорі від 72 до 135 метрів вони виробляють 110 млн кВт·год електроенергії на рік.
Видача продукції відбувається по ЛЕП, що працює під напругою 132 кВ.